# Klemens Raczyński
Klemens Raczyński herbu Nałęcz (ur. 12 sierpnia 1839 w Petryłowie, zm. 13 sierpnia 1886 w Wiedniu) – prawnik, adwokat, poseł do austriackiej Rady Państwa.

## Życiorys
Ukończył gimnazjum w Brzeżanach (1852), następnie studiował w Theresianum (1852-1861 i na wydziale prawa uniw. w Wiedniu (1859-1861). Na tym ostatnim utrzymał tytuł doktora praw z wyróżnieniem  sub auspiciis imperatoris. Po studiach pracował w jako praktykant konceptowy w Prokuratorii Skarbu Państwa w Wiedniu. Od 1869 prowadził kancelarię adwokacką w Wiedniu - jako adwokat nadworny i sądowy a także tłumacz przysięgły języka polskiego. 
Ziemianin, właściciel  zamku i folwarku Zawałów z Kamienną Górą w pow. podhajeckim. Był także członkiem rad nadzorczych Kolei Karola Ludwika i Kolei Nadniestrzańskiej. Z powodów strategicznych i ekonomicznych był rzecznikiem rozbudowy kolei w Galicji i ich połączenia z siecią kolejową Zalitawii, 
Poseł do austriackiej Rady Państwa VI kadencji (30 listopada 1880 - 16 czerwca 1884), wybrany po śmierci Maksymiliana Bodyńskiego w wyborach uzupełniających z kurii III z lwowskiej Izby Handlowo-Przemysłowej. Był członkiem Koła Polskiego w Wiedniu, pracował w komisjach opłat skarbowych, akcyjnej oraz ksiąg wieczystych. W imieniu Koła przedstawiał te sprawy na posiedzeniach Rady Państwa. 
Zmarł w Wiedniu na atak serca w wieku 47 lat. Pochowany został w grobie rodzinnym na cmentarzu w Zawałowie. 

## Rodzina i życie prywatne
Był wyznania greckokatolickiego, w 1880 przeszedł do kościoła łacińskiego. Urodzony w rodzinie ziemiańskiej, był synem Stefana (1780-1869), właściciela majątku Petryłów w pow. tłumackim i Łucji de Hasso Agopsowicz (1803-1871). Ożenił się z Karoliną z domu Napadiewicz-Więckowska i miał z nią pięcioro dzieci: Aleksandra Stefana (1872-1941) i Edwarda (1880-1918), Klementynę późniejszą Moraczewską (1880-1970), Karolinę późniejszą Komorowską (1886-1945) i zmarłą w dzieciństwie Zofię.